# Maggia (Trockental)
Die Maggia (auch: Majia, Majiya, Majjia, Majya und Maya) ist ein Trockental in Niger und Nigeria.

## Verlauf
Das Trockental verläuft grob von Nordosten in der Region Tahoua in Niger nach Südwesten im Bundesstaat Sokoto in Nigeria. Es führt nur zeitweise Wasser, abhängig von Niederschlägen in der Regenzeit. In Niger ist es Teil der agrarökologischen Zone Ader Doutchi Maggia.
Die Maggia hat ihren Ursprung südöstlich der Hochebene Ader Doutchi im Gemeindegebiet von Déoulé. Sie verläuft zunächst parallel zum östlich gelegenen unteren Tarka-Tal und passiert die Dörfer Garadoumé, Kélémé, Gounfara und Kawara. Das Haupttal ist durch sumpfigen Alluvialboden mit Strauchvegetation geprägt. Es wird im Oberlauf durch zahlreiche steile Nebentäler gespeist, die in ein leicht gewelltes Sandstein-Plateau einschneiden. An mehreren dieser Nebentäler befinden sich Talsperren: die Garadoumé-Talsperre, die Tounfafi-Talsperre, die Guidan-Magagi-Talsperre, die Kawara-Talsperre, die Mouléla-Talsperre und die Guidan-Kodidi-Talsperre. Im oberen Maggia-Tal wurden von 1975 bis 1984 bei einem großangelegten, von CARE finanzierten Entwicklungsprojekt als Maßnahme gegen Bodenerosion landschaftsprägende Windschutzstreifen angelegt.
Hinter dem Dorf Doguérawa kreuzt die Maggia die Nationalstraße 1 und gelangt bis zum Dorf Malbaza. Danach wird sie mit der Mozagué-Talsperre und der Zongo-Talsperre zu großen Stauseen aufgestaut. Sie erreicht nach dem Dorf Tsernaoua die Stadt Birni-N’Konni. Hinter Birni-N’Konni und der Staatsgrenze zu Nigeria verbreitert sich das Trockental zu einer Abfolge von Sümpfen und speist den Lake Kalmalo bei der Stadt Illela. Die Maggia passiert noch die Stadt Gwadabawa, bis sie schließlich bei der Stadt Kware in das dort weit verzweigte Bett des Rima mündet, einen Nebenfluss des Sokoto, der seinerseits in den Strom Niger fließt.

## Hydrometrie
Die Durchflussmenge des Trockentales wurde in Tsernaoua über die Jahre 1954 bis 1963 in m³/s gemessen. Auch wenn es zum Teil fast keinen Abfluss gibt wie 1955, lag der höchste in diesem Zeitraum gemessene Abfluss bei 84 m³/s.